# Kaito Yamamoto
Kaito Yamamoto (jap. 山本 海人, Yamamoto Kaito; * 10. Juli 1985 in Shizuoka) ist ein japanischer Fußballspieler.

## Karriere
Yamamoto begann während seiner Grundschulzeit mit dem Fußball, wo er für den Verein Shimizu FC spielte. Während der Mittel- und Oberschule spielte er für die Jugendmannschaften des Erstligisten Shimizu S-Pulse und wurde nach seinem Schulabschluss von diesem dann unter Vertrag genommen. Sein J.League-Debüt hatte er am 6. Oktober 2007. 2013 wechselte er zu Vissel Kōbe. Nach 74 Spielen wechselte er 2017 zum Zweitligisten JEF United Ichihara Chiba. Hier unterschrieb er einen Zweijahresvertrag. 2018 wurde er an den Ligakonkurrenten Yokohama FC nach Yokohama ausgeliehen. 2019 wechselte er zum Zweitligaabsteiger Roasso Kumamoto nach Kumamoto. Nach zwei Jahren in Kumamoto unterschrieb er im Januar 2021 einen Vertrag beim Drittligisten Fukushima United FC.